# Хильдебранд, Тимо
Ти́мо Хи́льдебранд (нем. Timo Hildebrand; род. 5 апреля 1979, Вормс, Рейнланд-Пфальц, ФРГ) — немецкий футболист, вратарь.

## Карьера

### Клубная
Долгие годы защищал ворота «Штутгарта», был лидером команды. В 2007 году стал в её составе чемпионом Германии. В составе «Штутгарта» Тимо Хильдебранд стал обладателем рекордной в истории Бундеслиги «сухой» серии (884 минуты).
В июле 2007 года Хильдебранд перебрался в испанскую «Валенсию», где он провёл один год. В её составе он стал обладателем кубка Испании 2008 года. 4 декабря 2008 года Хильдебранд покинул «Валенсию», контракт был расторгнут по взаимному согласию сторон.
10 декабря 2008 года немец подписал соглашение с «Хоффенхаймом». 4 июня 2010 года «Хоффенхайм» отказался продлевать контракт с Хильдебрантом. Поэтому 2 сентября 2010 года Хильдебранд подписал с лиссабонским «Спортингом» контракт сроком на 1 год.
21 октября 2011 года Тимо Хильдебранд подписал контракт с немецким «Шальке 04» до 30 июня 2012 года ввиду травмы Ральфа Ферманна. 8 мая 2012 года Хильдебранд продлил контракт с «Шальке» до 2014 года. Уступив место в воротах команды Ферманну в 2013 году, Хильдебранд решил покинуть «Шальке 04» по окончании контракта.
25 сентября 2014 года Хильдебранд подписал контракт с франкфуртским «Айнтрахтом» после того, как основной вратарь команды Кевин Трапп выбыл на 2,5 месяца.
29 марта 2016 года объявил об окончании карьеры футболиста.

### В сборной
В национальной сборной дебютировал в 2004 году, провёл 7 игр. Стал бронзовым призёром чемпионата мира 2006.

## Достижения

### Командные
«Штутгарт»
- Чемпион немецкой Бундеслиги: 2006/07
- Обладатель Кубка Интертото: 2000, 2002

«Валенсия»
- Обладатель кубка Испании: 2007/08

Сборная Германии
- Бронзовый призёр Кубка конфедераций: 2005
- Бронзовый призёр чемпионата мира: 2006

### Личные
- Команда года по версии ESM: 2003/04